# Liga Leumit 1994-1995
La Liga Leumit 1994-1995 è stata la 54ª edizione della massima serie del campionato israeliano di calcio.
Le 16 squadre partecipanti si affrontarono in un girone all'italiana con partite di andata e ritorno. Fu, invece, soppresso il terzo turno.
Le ultime due classificate furono retrocesse in Liga Artzit, da cui vennero promosse le prime due classificate.
Il torneo fu vinto, per la sedicesima volta, dal Maccabi Tel Aviv.
Capocannonieri del torneo furono Haim Revivo, del Maccabi Haifa, e Amir Turjeman, dell'Ironi Ashdod, con 17 goal.

## Squadre partecipanti
| Club                   | Città         |
| ---------------------- | ------------- |
| Beitar Gerusalemme     | Gerusalemme   |
| Beitar Tel Aviv        | Tel Aviv      |
| Bnei Yehuda            | Tel Aviv      |
| Hapoel Be'er Sheva     | Be'er Sheva   |
| Hapoel Beit She'an     | Beit She'an   |
| Hapoel Haifa           | Haifa         |
| H. Rishon LeZion       | Rishon LeZion |
| Hapoel Petah Tiqwa     | Petah Tiqwa   |
| Hapoel Tel Aviv        | Tel Aviv      |
| Hapoel Tzafririm Holon | Holon         |
| Ironi Ashdod           | Ashdod        |
| Maccabi Haifa          | Haifa         |
| Maccabi Herzliya       | Herzliya      |
| Maccabi Netanya        | Netanya       |
| Maccabi Petah Tiqwa    | Petah Tiqwa   |
| Maccabi Tel Aviv       | Tel Aviv      |

## Classifica
|                     | Pos. | Squadra                | Pt | G  | V  | N  | P  | GF | GS | DR  |
| ------------------- | ---- | ---------------------- | -- | -- | -- | -- | -- | -- | -- | --- |
| Campione di Israele | 1.   | Maccabi Tel Aviv       | 63 | 30 | 19 | 6  | 5  | 59 | 27 | +32 |
|                     | 2.   | Maccabi Haifa          | 58 | 30 | 17 | 7  | 6  | 68 | 34 | +34 |
|                     | 3.   | Hapoel Be'er Sheva     | 50 | 30 | 14 | 8  | 8  | 54 | 39 | +15 |
|                     | 4.   | Hapoel Tel Aviv        | 45 | 30 | 10 | 5  | 5  | 40 | 32 | +8  |
|                     | 5.   | Hapoel Petah Tiqwa     | 44 | 30 | 12 | 8  | 10 | 42 | 36 | +6  |
|                     | 6.   | Beitar Gerusalemme     | 44 | 30 | 12 | 8  | 10 | 42 | 36 | +6  |
|                     | 7.   | Hapoel Tzafririm Holon | 44 | 30 | 13 | 5  | 12 | 56 | 56 | 0   |
|                     | 8.   | Maccabi Petah Tiqwa    | 35 | 30 | 7  | 14 | 19 | 40 | 41 | -1  |
|                     | 9.   | H. Rishon LeZion       | 34 | 30 | 7  | 13 | 10 | 39 | 44 | -5  |
|                     | 10.  | Bnei Yehuda            | 34 | 30 | 8  | 10 | 12 | 43 | 49 | -6  |
|                     | 11.  | Beitar Tel Aviv        | 34 | 30 | 10 | 4  | 16 | 43 | 60 | -17 |
|                     | 12.  | Hapoel Beit She'an     | 34 | 30 | 8  | 10 | 12 | 30 | 50 | -20 |
|                     | 13.  | Hapoel Haifa           | 33 | 30 | 8  | 9  | 13 | 45 | 51 | -6  |
|                     | 14.  | Maccabi Herzliya       | 32 | 30 | 8  | 9  | 13 | 30 | 49 | -19 |
|                     | 15.  | Ironi Ashdod           | 32 | 30 | 7  | 11 | 12 | 45 | 52 | -10 |
|                     | 16.  | Maccabi Netanya        | 30 | 30 | 7  | 9  | 14 | 33 | 50 | -17 |

## Verdetti
- Maccabi Tel Aviv campione di Israele 1994-1995, qualificato al turno preliminare della Champions League 1995-1996
- Maccabi Haifa qualificato al turno preliminare della Coppa delle Coppe 1995-1996 in quanto vincitore della Coppa di Stato 1994-1995
- Hapoel Be'er Sheva e Hapoel Tel Aviv qualificati al turno preliminare della Coppa UEFA 1995-1996
- Hapoel Petah Tiqwa e Beitar Gerusalemme qualificati alla fase a gironi della Coppa Intertoto 1995
- Ironi Ashdod e Maccabi Netanya retrocessi in Liga Artzit 1995-1996
- Hapoel Hapoel Kfar Saba e Maccabi Giaffa promossi in Liga Leumit 1995-1996